# 藤原是縄
藤原 是縄（ふじわら の これただ、生没年不詳）は、平安時代前期の貴族。藤原北家、参議・藤原助の子。官位は従五位下・右京亮。

## 経歴
木工権大允を経て、清和朝前期の貞観4年（862年）従五位下に叙爵すると、翌貞観5年（863年）伊勢介、貞観6年（864年）信濃権介と地方官を務めた。
貞観11年（869年）右京亮として京官に任ぜられている。

## 官歴
『日本三代実録』による。
- 時期不詳：正六位上。木工権大允
- 貞観4年（862年） 正月7日：従五位下
- 貞観5年（863年） 2月10日：伊勢介
- 貞観6年（864年） 3月8日：信濃権介
- 貞観11年（869年） 3月23日：右京亮

## 系譜
『尊卑分脈』による。
- 父：藤原助
- 母：不詳
- 生母不詳の子女
  - 男子：藤原良生
  - 男子：藤原達能